# Separation/Serene
Separation/Serene är en split-EP med hardcorebanden Separation och Serene, utgiven av Genet Records 1997.

## Låtlista
A
1. Separation - "Pleased, Confortable and Satisfied?"
2. Separation - "Shape-Shifter"
3. Separation - "Hey, There Must Be a Thousand Ways of Killing Yourself Without Taking Someone with You"

B
1. Serene - "Puzzled"
2. Serene - "A Lifetime to Go"